# Inglese neozelandese
L'inglese neozelandese (New Zealand English) è l'inglese parlato in Nuova Zelanda.
L'inglese neozelandese non è simile come pronuncia alla variante australiana, esistendo diverse differenze chiave.  Alcune di esse rivelano affinità dell'inglese neozelandese con quello parlato nell'Inghilterra settentrionale; altre evidenziano anche l'influenza della lingua māori. La differenza più importante rispetto all'inglese australiano (e a tutte le altre varietà di inglese) è la i smorzata (flattened i) dell'inglese neozelandese. L'accento risente inoltre di influenze scozzesi e irlandesi a causa del grande numero di coloni originari di quei luoghi, presenti nel XIX secolo.
Espressioni tipiche dell'inglese neo-zelandese sono: "sweet" o "choice" per intendere "cool", "bro" sta per "dude". Jandals sono gli infradito, "arvo" per dire "afternoon", "gumboot" è il tea all'inglese.

## Ortografia
Se da un lato c'è una chiara differenza tra l'ortografia dell'inglese britannico e quella dell'inglese americano (per esempio colour/color e travelled/traveled), è l'ortografia britannica a dominare in Nuova Zelanda: l'inglese neozelandese è fedele all'inglese britannico nell'ortografia, molto più di quanto non lo sia l'australiano. Alcuni americanismi hanno iniziato ad infiltrarsi attraverso i media di massa (per esempio "thru" per "through" nei contesti informali), pur rimanendo non-standard.
Nonostante l'influenza della pronuncia all'americana si eserciti attraverso i media di massa (programmi televisivi per bambini piccoli come Sesame Street) e si manifesti per esempio in zee l'ultima lettera dell'alfabeto, la zed britannica rimane lo standard. Ciò si riflette nell'acronimo del nome proprio del Paese "NZ" ("en-zed") e in un famoso gruppo neozelandese Zed. L'acronimo viene utilizzato in molti nomi di organizzazioni tra cui la band Split Enz, WINZ (Work and Income NZ, che adesso è una divisione del Ministero dello sviluppo sociale), TRADENZ (adesso NZ Trade and Enterprise), e ENZA (che era l'etichetta del New Zealand Apple & Pear Marketing Board per l'esportazione della frutta).

### -ise
Forse la differenza più importante tra ortografia neozelandese e britannica è il suffisso -ise o -ize. Benché -ise sia più diffuso in entrambi i paesi, alcuni dizionari e manuali di stile britannici preferiscono la suffissazione in -ize.  Dizionari e manuali di stile neozelandesi usano quasi esclusivamente -ise.

### Program/programme (programma)
Come nell'inglese britannico, il termine "program" viene utilizzato per il software dei computer, mentre "programme" è usato per sequenze, liste e per eventi presentati alla televisione o alla radio.

### Fiord (razza di cavallo)
La Nuova Zelanda è forse l'unico tra i paesi anglofoni a utilizzare fiord invece di fjord. Ciò è evidente nel nome Fiordland, una regione selvaggia nel sudovest del paese.

## Influenze māori
Localmente molte parole di uso quotidiano sono mutate dalla lingua māori, tra cui termini indicanti la flora, la fauna e l'ambiente. Principalmente l'influenza del māori si esercita a livello lessicale. Nel 1999, una stima basata su corpora scritti e parlati di Wellington ha stabilito una proporzione di termini di origine māori di circa lo 0,6%, in gran parte nomi propri e toponimi.
Un altro campo in cui il māori è sempre presente e ha un'influenza concettuale significativa è nella legislatura, nel governo e nelle agenzie comunitarie (per esempio salute ed educazione). La discussione politica e l'analisi di elementi di sovranità, gestione dell'ambiente, salute e benessere sociale sono collegati, almeno in parte, con la lingua māori. Il māori come lingua parlata è particolarmente importante laddove occorra consultare la comunità.